# Dali and Cocky Prince
Dali and Cocky Prince (Hangul: 달리와 감자탕; RR: Dalliwa Gamjatang, lit. Dal-ri and Gamja-tang) es una serie de televisión surcoreana transmitida del 22 de septiembre de 2021 hasta el 11 de noviembre de 2021 a través de KBS2.

## Sinopsis
La serie sigue el romance inesperado cuando Jin Moo-hak un nuevo rico que carece de educación intenta obtener el museo de arte de la familia de Kim Da-li, la hija de una prestigiosa familia que intenta salvar el museo derrumbado:
Da-li, es una persona muy inteligente a quien le gusta estudiar diversos campos como el arte, la filosofía y la religión, además de que domina siete idiomas. Fue una investigadora visitante del Museo Kröller-Müller y la actual directora del Museo de Arte Chung-song, su discurso y acciones son siempre elegantes y consideradas.
Por otro lado, Moo-hak es una persona cuya familia convirtió un pequeño restaurante de sopa de espina de cerdo en la corporación mundial de alimentos "DonDon F&B". Aunque es el director de la empresa, está lejos de ser inteligente, ocupando siempre el último lugar de su clase mientras estudiaba.

## Reparto

### Personajes principales
| Actor                     | Personaje        | Nº de episodios | Notas |
| ------------------------- | ---------------- | --------------- | --- |
| Kim Min-jae               | Jin Moo-hak      | 16              | Es un joven cuya familia convirtió un pequeño restaurante de gamjatang en la corporación mundial de alimentos "DonDon F&B", la cual tiene más de 400 tiendas en franquicia. Moo-hak es el director de la corporación y carece de cultura pero tiene un sentido natural para hablar, el comercio y el dinero.                                                               |
| Park Kyu-young Lee Hyo-bi | Kim Da-li        | 16 -            | Es una apasionada investigadora visitante del Museo Kröller-Müller que se convierte en la directora del Museo de Arte Chung-song. A pesar de ser muy inteligente y tener una buena personalidad, así como conocer varios campos en el mundo del arte y hablar varios idiomas, carece de habilidades para las tareas del hogar.                                             |
| Kwon Yul                  | Jang Tae-jin     | -               | Es el director del equipo de planificación y coordinación de "Century Group", quien constantemente choca con Jin Moo-hak. Es el primer amor de Kim Da-li. |
| Hwang Hee                 | Det. Joo Won-tak | -               | Es un oficial de policía de la brigada de delitos violentos que de niño, huérfano, había recibido el apoyo del padre de Kim Da-li, y ahora es inquilino de Jin Moo-hak. |
| Yeonwoo                   | An Chak-hee      | -               | Es una galerista y la hija de un miembro de la Asamblea Nacional, quien aunque tiene poder ha carecido de riqueza. Sueña con formar parte de una familia chaebol y abrir su propio museo. En el pasado conoció a Jin Moo-hak durante una cita a ciegas y aunque ambos estuvieron de acuerdo con que no eran el tipo del otro, terminaron convirtiéndose en mejores amigos. |

### Personajes secundarios

#### Miembros del Museo de Arte
| Actor          | Personaje     | Nº de episodios | Notas                                                                                         |
| -------------- | ------------- | --------------- | --------------------------------------------------------------------------------------------- |
| Jang Gwang     | Kim Nak-cheon | -               | Es el padre de Kim Da-li y el director del museo de arte Chung-song.                          |
| Woo Hee-jin    | Song Sa-bong  | -               | Es una curadora del museo de arte de Chung-song.                                              |
| Ahn Se-ha      | Han Byung-se  | -               | Es un curador de élite del museo de arte de Chung-song.                                       |
| Yoo Hyung-kwan | Hwang Ki-dong | -               | Es el ingeniero del departamento de gestión de instalaciones del museo de arte de Chung-song. |
| Song Ji-won    | Na Gong-joo   | -               | Es una pasante en el museo de arte de Chung-song.                                             |
| Lee Jae-woo    | Kim Si-hyung  | -               | Es el sobrino de Kim Nak-cheon y primo de Kim Da-li.                                          |

#### Personas cercanas a Moo-hak
| Actor          | Personaje    | Nº de episodios | Notas |
| -------------- | ------------ | --------------- | --- |
| Ahn Kil-kang   | Jin Baek-won | -               | Es el padre de Jin Moo-hak y presidente de "DonDon F&B".                                                                      |
| Seo Jeong-yeon | So Geum-ja   | -               | Es la esposa de Jin Baek-won y la madrastra de Jin Moo-hak.                                                                   |
| Lee Je-yeon    | Jin Ki-cheol | -               | Es el hijo de So Geum-ja y el hermanastro de Jin Moo-hak, así como el jefe del departamento de planificación de "DonDon F&B". |
| Hwang Bo-ra    | Yeo Mi-ri    | -               | Es la secretaria de Jin Moo-hak.                                                                                              |

### Otros personajes
| Actor         | Personaje | Nº de episodios | Notas                             |
| ------------- | --------- | --------------- | --------------------------------- |
| Kim Yong-woon | -         | -               |                                   |
| Do Ji-won     | -         | -               |                                   |
| Jung Gyoo-soo | -         | 2, 5            | Es el director del banco Taeyang. |

### Apariciones especiales
| Actor           | Personaje       | Episodio(s) donde apareció | Notas              |
| --------------- | --------------- | -------------------------- | ------------------ |
| Park Sang-myun  | Ahn Sang-tae    | -                          | Es un asambleísta. |
| Hong Seok-cheon | Hong Seok-cheon | 1                          | Es un chef.        |

## Audiencia
La serie está conformada por dieciséis episodios, los cuales fueron emitidos todos los miércoles y jueves (KST).
| Temporada | Temporada | Episodio número | Episodio número | Episodio número | Episodio número | Episodio número | Episodio número | Episodio número | Episodio número | Episodio número | Episodio número | Episodio número | Episodio número | Episodio número | Episodio número | Episodio número | Episodio número | Promedio |
| Temporada | Temporada | 1               | 2               | 3               | 4               | 5               | 6               | 7               | 8               | 9               | 10              | 11              | 12              | 13              | 14              | 15              | 16              | Promedio |
| --------- | --------- | --------------- | --------------- | --------------- | --------------- | --------------- | --------------- | --------------- | --------------- | --------------- | --------------- | --------------- | --------------- | --------------- | --------------- | --------------- | --------------- | -------- |
|           | 1         | —               | 682             | 790             | 911             | 762             | 882             | 897             | 809             | 799             | 794             | 792             | 849             | 828             | 823             | 864             | 861             | N/A      |

Los números en color azul indican las calificaciones más bajas, mientras que los números en rojo indican las calificaciones más altas.
| Episodio | Fecha de emisión         | Participación promedio de audiencia | Participación promedio de audiencia | Participación promedio de audiencia |
| Episodio | Fecha de emisión         | Nielsen Korea                       | Nielsen Korea                       | TNmS                                |
| Episodio | Fecha de emisión         | Nacional                            | Seúl                                | Nacional                            |
| -------- | ------------------------ | ----------------------------------- | ----------------------------------- | ----------------------------------- |
| 1        | 22 de septiembre de 2021 | 4,4% (N/A)                          | 4,9% (18.ª)                         | -                                   |
| 2        | 23 de septiembre de 2021 | 4,3% (16.ª)                         | 4,5% (15.ª)                         | -                                   |
| 3        | 29 de septiembre de 2021 | 5,1% (18.ª)                         | 4,8% (18.ª)                         | -                                   |
| 4        | 30 de septiembre de 2021 | 5,3% (11.ª)                         | 5,4% (12.ª)                         | -                                   |
| 5        | 6 de octubre de 2021     | 5,1% (14.ª)                         | 5,0% (17.ª)                         | 4,2% (20.ª)                         |
| 6        | 7 de octubre de 2021     | 5,4% (11.ª)                         | 5,5% (11.ª)                         | 4,6% (14.ª)                         |
| 7        | 13 de octubre de 2021    | 5,3% (14.ª)                         | 5,4% (11.ª)                         | 4,5% (18.ª)                         |
| 8        | 14 de octubre de 2021    | 5,2% (12.ª)                         | 5,3% (12.ª)                         | 4,6% (14.ª)                         |
| 9        | 20 de octubre de 2021    | 5,2% (13.ª)                         | 5,4% (13.ª)                         | 4,1% (18.ª)                         |
| 10       | 21 de octubre de 2021    | 4,9% (15.ª)                         | 4,9% (14.ª)                         | 4,5% (18.ª)                         |
| 11       | 27 de octubre de 2021    | 4,9% (15.ª)                         | 5,1% (15.ª)                         | 4,8% (17.ª)                         |
| 12       | 28 de octubre de 2021    | 5,4% (11.ª)                         | 5,6% (10.ª)                         | 4,6% (14.ª)                         |
| 13       | 3 de noviembre de 2021   | 5,1% (16.ª)                         | 4,8% (16.ª)                         | 4,8% (15.ª)                         |
| 14       | 4 de noviembre de 2021   | 5,0% (13.ª)                         | 5,1% (13.ª)                         | 4,3% (16.ª)                         |
| 15       | 10 de noviembre de 2021  | 5,3% (15.ª)                         | 5,5% (13.ª)                         | 4,2% (17.ª)                         |
| 16       | 11 de noviembre de 2021  | 5,7% (12.ª)                         | 5,7% (10.ª)                         | 4,1% (20.ª)                         |
| Promedio | Promedio                 | 5,1%                                | 5,2%                                | —                                   |

## Música
El OST de la serie está conformado por las siguientes canciones:

### Parte 1
| N.º | Intérprete          | Canción                                          | Letra | Música | Duración |
| --- | ------------------- | ------------------------------------------------ | ----- | ------ | -------- |
| 1   | Ham Yon-ji (함연지) | "The Sweetest Love" (내 옆에는 너만 있었으면 해) | -     | -      | -        |
| 2   |                     | "The Sweetest Love" (Inst.)                      | -     | -      | -        |

### Parte 2
| N.º | Intérprete | Canción            | Letra | Música | Duración |
| --- | ---------- | ------------------ | ----- | ------ | -------- |
| 1   | DinDin     | "Straight"         | -     | -      | -        |
| 2   |            | "Straight" (Inst.) | -     | -      | -        |

### Parte 3
| N.º | Intérprete | Canción                        | Letra | Música | Duración |
| --- | ---------- | ------------------------------ | ----- | ------ | -------- |
| 1   | Seo Ho     | "That's Ordinary Love"         | -     | -      | -        |
| 2   |            | "That's Ordinary Love" (Inst.) | -     | -      | -        |

### Parte 4
| N.º | Intérprete   | Canción               | Letra | Música | Duración |
| --- | ------------ | --------------------- | ----- | ------ | -------- |
| 1   | Ha Hyun-sang | "With You" (이상하죠) | -     | -      | -        |
| 2   |              | "With You" (Inst.)    | -     | -      | -        |

### Parte 5
| N.º | Intérprete   | Canción                                | Letra | Música | Duración |
| --- | ------------ | -------------------------------------- | ----- | ------ | -------- |
| 1   | FROMM (프롬) | "Can't You Love Me" (사랑할 순 없는지) | -     | -      | -        |
| 2   |              | "Can't You Love Me" (Piano ver.)       | -     | -      | -        |
| 3   |              | "Can't You Love Me" (Inst.)            | -     | -      | -        |
| 4   |              | "Can't You Love Me" (Piano ver Inst.)  | -     | -      | -        |

### Parte 6
| N.º | Intérprete   | Canción                        | Letra | Música | Duración |
| --- | ------------ | ------------------------------ | ----- | ------ | -------- |
| 1   | KLANG (클랑) | "U Hoo Hoo"                    | -     | -      | -        |
| 2   |              | "U Hoo Hoo" (Piano ver.)       | -     | -      | -        |
| 3   |              | "U Hoo Hoo" (Inst.)            | -     | -      | -        |
| 4   |              | "U Hoo Hoo" (Piano ver. Inst.) | -     | -      | -        |

### Parte 7
| N.º | Intérprete         | Canción                     | Letra | Música | Duración |
| --- | ------------------ | --------------------------- | ----- | ------ | -------- |
| 1   | Kim Ye-ji (김예지) | "Moon Crater" (달 크레이터) | -     | -      | -        |
| 2   |                    | "Moon Crater" (Inst.)       | -     | -      | -        |

### Parte 8
| N.º | Intérprete                       | Canción           | Letra | Música | Duración |
| --- | -------------------------------- | ----------------- | ----- | ------ | -------- |
| 1   | Chai (Lee Soo-jung / Crystal Yi) | "GIFT"            | -     | -      | -        |
| 2   |                                  | "GIFT" (Eng ver.) | -     | -      | -        |
| 3   |                                  | "GIFT" (Inst.)    | -     | -      | -        |

## Premios y nominaciones
| Año  | Premio          | Categoría                                  | Trabajo                      | Resultado |
| ---- | --------------- | ------------------------------------------ | ---------------------------- | --------- |
| 2021 | KBS Drama Award | Premio a la excelencia, actor en miniserie | Kim Min-jae                  | Ganó      |
| 2021 | KBS Drama Award | Mejor actor de reparto                     | Kwon Yul                     | Nominado  |
| 2021 | KBS Drama Award | Mejor actriz revelación                    | Park Kyu-young               | Ganó      |
| 2021 | KBS Drama Award | Mejor pareja                               | Kim Min-jae y Park Kyu-young | Ganaron   |

## Producción
La serie fue creada por Hong Seok-gu de la división de dramas de la KBS. También es conocida como "Dal Li and Gamja-tang" y/o "Dali and the Cocky Prince".
La dirección está a cargo de Lee Jung-seob, quien contó con el apoyo de los guionistas Son Eun-hye (손은혜) y Park Se-eun (박세은). Mientras que la producción estuvo a cargo de Hwang Eui-kyung, Oh Young-seop, Cho Jeong-eun y Park Jin-hyung, quienes tuvieron la ayuda del productor ejecutivo Ki Min-soo (de la KBS).
Originalmente se le había ofrecido el papel principal masculino al actor Lee Jae-wook, sin embargo lo rechazó, por lo que fue reemplazado por el actor Kim Min-jae.
Se esperaba que la serie fuera estrenada entre noviembre y diciembre de 2021, pero la KBS finalmente decidió estrenarla antes.
La primera lectura de guion fue realizada en abril de 2021, mientras que las filmaciones iniciaron ese mismo mes. La conferencia de prensa en línea fue realizada el 16 de septiembre del mismo año.
La serie también contó con el apoyo de las compañías de producción Monster Union y Copus Korea.

### Recepción
El 29 de septiembre de 2021, Good Data Corporation compartió su nueva clasificación de los dramas y miembros del elenco que generaron más revuelo durante la semana. Las listas se compilaron a partir del análisis de artículos de noticias, publicaciones de blogs, comunidades en línea, videos y publicaciones en redes sociales sobre los dramas que están actualmente al aire o que saldrán al aire próximamente. La serie obtuvo el puesto número 9 en la lista de dramas más comentados de la semana.
El 5 de octubre de 2021, Good Data Corporation compartió su nueva clasificación de los dramas y miembros del elenco que generaron más revuelo durante la semana. Las listas se compilaron a partir del análisis de artículos de noticias, publicaciones de blogs, comunidades en línea, videos y publicaciones en redes sociales sobre los dramas que están actualmente al aire o que saldrán al aire próximamente. La serie obtuvo el puesto número 8 en la lista de dramas más comentados de la semana.
El 16 de octubre del mismo año, Good Data Corporation compartió su nueva clasificación de los dramas y miembros del elenco que generaron más revuelo durante la semana. Las listas se compilaron a partir del análisis de artículos de noticias, publicaciones de blogs, comunidades en línea, videos y publicaciones en redes sociales sobre los dramas que están actualmente al aire o que saldrán al aire próximamente. La serie obtuvo el puesto número 10 en la lista de dramas más comentados de la semana.
El 2 de noviembre de 2021, Good Data Corporation compartió su nueva clasificación de los dramas y miembros del elenco que generaron más revuelo durante la semana. Las listas se compilaron a partir del análisis de artículos de noticias, publicaciones de blogs, comunidades en línea, videos y publicaciones en redes sociales sobre los dramas que están actualmente al aire o que saldrán al aire próximamente. La serie obtuvo el puesto número 10 en la lista de dramas, más comentados de la semana.